# Vingfackelblomster
Vingfackelblomster (Lythrum acutangulum) är en fackelblomsväxtart som beskrevs av Mariano Lagasca y Segura. Enligt Catalogue of Life ingår Vingfackelblomster i släktet fackelblomstersläktet och familjen fackelblomsväxter, men enligt Dyntaxa är tillhörigheten istället släktet fackelblomstersläktet och familjen fackelblomsväxter. Arten förekommer tillfälligt i Sverige, men reproducerar sig inte. Inga underarter finns listade i Catalogue of Life.